# I giochi proibiti de l'Aretino Pietro
I giochi proibiti de l'Aretino Pietro è un film del 1972 diretto da Piero Regnoli del filone decamerotico, tratto dai Ragionamenti di Pietro Aretino. La pellicola è divisa in quattro episodi: Una suora, La truffa, 4 mogli e Il miracolo.

## Trama
Quattro donne di Gubbio, Angelica, Lisa, Violetta e Bettina, vengono condotte in tribunale dai rispettivi mariti ed amanti: ognuna è accusata di aver commesso adulterio.

Una suora

Una giovane donna, Tessa, viene costretta dalla famiglia a farsi suora e prendere il nome di suor Angelica della carità. Lei ha una relazione amorosa segreta con Enrico e nessuno dei due vuole rinunciare all'altro. Suor Angelica organizza un incontro clandestino in convento con Enrico promettendogli una notte d'amore. In realtà, sfrutta il fidanzato per dare piacere a tutte le consorelle. Quando Enrico si infortuna e scopre l'inganno denuncia la bella Tessa.

La truffa

Eugenia, moglie di un ricco banchiere, si lamenta con il marito che la serva Lisa ha troppo lavoro e poco tempo da dedicarle e quindi pretende che venga assunto un servitore che la aiuti. Eugenia fa in modo che il marito assuma Bitto, il proprio amante. In realtà, Bitto e Lisa sono amanti e hanno programmato di truffare i ricchi padroni con una storia di adulterio ed estorcere loro una grossa somma di denaro. Scoperto l'inganno, lei viene denunciata e lui diventa il servitore "particolare" del ricco banchiere.

4 mogli

Quattro uomini si ritrovano spesso in una locanda per bere e giocare trascurando le rispettive mogli. Queste si lamentano dell'inerzia dei loro mariti, ma inutilmente. In realtà, gli uomini dopo la locanda frequentano una compaesana sordomuta di facili costumi e lì sfogano i loro desideri carnali. Le mogli, scoperto l'adulterio, si sostituiscono alla ragazza e fanno l'amore con i rispettivi mariti senza che loro se ne accorgano. L'inganno ha vita breve e quando gli uomini si rendono conto di essere stati raggirati pretendono che venga denunciata Violetta, organizzatrice dello scambio.

Il miracolo

Bettina, moglie di un uomo ossessionato dalla gelosia, è stanca della propria vita fatta di privazioni e assurdi controlli. Un giorno, passa per la questua frate Luce che la aiuta a fuggire facendo credere a tutti che la donna si è suicidata gettandosi nel pozzo. In aperta campagna, i due si abbandonano alla lussuria e vengono scoperti dai confratelli di frate Luce che pretendono di "giacere" anche loro con la donna. Bettina accetta e va a vivere al convento. Quando la donna rimane incinta, frate Luce organizza una cerimonia al pozzo con il marito che ancora si dispera per la perdita della moglie e qui, miracolosamente, Bettina viene issata viva e vegeta. Tutto sembra risolto, ma otto mesi dopo nasce un bel bambino nero, figlio dell'unico frate nero del convento, che rende palese il tradimento e fa finire Bettina in tribunale denunciata dal marito per adulterio.
Dopo aver sentito tutte le storie amorose delle donne, il giudice le assolve e finiscono tutti a letto insieme.